# Architesma sordida
Architesma sordida is een vlinder uit de familie van de spinneruilen (Erebidae). De wetenschappelijke naam van de soort is voor het eerst voorgesteld als Archithosia (Architesma) sordida door Sven Jørgen Rolf Birket-Smith in een publicatie uit 1965.
Deze soort komt voor in tropisch Afrika waaronder Kameroen, Oeganda en Zambia.